# الدحيليه العليا (أسلم)

تعديل مصدري - تعديل

الدحيليه العليا هي إحدى قرى عزلة أسلم الشام بمديرية أسلم التابعة لمحافظة حجة، بلغ تعداد سكانها 148 نسمة حسب تعداد اليمن لعام 2004.